# 道森冰原島峰
70°13′S 65°2′E / 70.217°S 65.033°E
道森冰原島峰（英語：Dawson Nunatak）是南極洲的冰原島峰，位於麥克羅伯特森地，屬於查爾斯王子山脈的一部分，處於彼得山東南面6公里，該山峰根據澳大利亞探險隊的空中照片被繪入地圖。